# Dipsas vagus
Dipsas vagus är en ormart som beskrevs av Jan 1863. Dipsas vagus ingår i släktet Dipsas och familjen snokar. Inga underarter finns listade i Catalogue of Life.
Arten är endast känd från en liten region i norra Peru i Anderna. Den hittades mellan 1800 och 1950 meter över havet. Individer upptäcktes under stenar intill en by och på jordbruksmark som inte brukades. Honor lägger antagligen ägg.
Det är inget känt om populationens storlek och möjliga hot. IUCN listar arten med kunskapsbrist (DD).